# بروس ميلان
بروس ميلان (بالإنجليزية: Bruce Millan)‏ (5 أكتوبر 1927 - 21 فبراير 2013)؛ سياسي بريطاني من حزب العمال، شغل منصب المفوض الأوروبي من 1989 إلى 1995.

## حياة سابقة
ولد في مدينة دندي وتلقى تعليمه في أكاديمية هاريس في تلك المدينة.

## عضويته بالبرلمان
تنافس ميلان دون جدوى في مقاطعة ويست رينفروشاير في الانتخابات العامة لعام 1951، كما تنافس في مقاطعة جلاسكو كريغتون في انتخابات عام 1955.
تم انتخابه عضوًا في البرلمان عن جلاسكو كريغتون في الانتخابات العامة لعام 1959. خدم في حكومة ويلسون من 1964-1970 وعين وكيل وزارة الدولة لسلاح الجو 1964-1966، ووكيل وزارة الدولة لشؤون اسكتلندا 1966-1970 في الحكومة كالاهان من 1976-1979، كما عين وزير دولة لشؤون اسكتلندا. شغل فيما بعد منصب وزير تحت قيادة الرئيس مايكل فوت.

## ما بعد البرلمان
غادر ميلان البرلمان في عام 1988، وتولى منصب المفوض الأوروبي للسياسة الإقليمية والذي شغله حتى عام 1995. شغل جيم سيلارز من الحزب الوطني الاسكتلندي المنصب الشاغر الذي تركه ميلان في انتخابات غلاسكو جوفان الفرعية عام 1988.
في عام 1991 حصل ميلان على الدكتوراه الفخرية من جامعة هيريوت وات. بين عامي 1999 و2001 ترأس ميلان اللجنة التي اقترحت إصلاحات لتوفير رعاية الصحة النفسية في اسكتلندا.

## روابط خارجية
- Hansard 1803–2005: contributions in Parliament by Bruce Millan
- صورة لبروس ميلان في معرض اللوحات القومي